# Borinda
Borinda es un género de plantas herbáceas de la familia de las poáceas. Es originaria del este de Asia, distibuyéndose por Tíbet, Nepal, Sikkim, Bután. Comprende 24 especies descritas y de estas, solo 3 pendientes de ser aceptadas.

## Descripción
Son plantas perennes. Los tallos de flores de hoja verde. Culmos leñosos y persistentes ; ramificados arriba. Plantas desarmadas. Hojas con pelos auriculares, o sin setas auriculares. Hoja amplias o estrechas, de 6-25 mm de ancho; pseudopecioladas; veteado paralelo; desarticuladas las vainas. Contra-lígula presente o ausente. Plantas bisexuales, con espiguillas bisexuales; con flores hermafroditas. Las espiguillas hermafroditas. La inflorescencia paniculada.

## Taxonomía
El género fue descrito por Christopher Mark Adrian Stapleton y publicado en Edinburgh Journal of Botany 51(2): 284. 1994. La especie tipo es: Borinda macclureana (Bor) Stapleton. 

## Especies
- Borinda chigar Stapleton
- Borinda emeryi Stapleton
- Borinda schmidiana (A. Camus) Stapleton